# Püspöky István
Püspöky István (Miskolc, 1950. március 3. – 2018. március 7.) Munkácsy Mihály-díjas (2006) magyar festő- és grafikusművész.

## Életpályája
Szülei Püspöki István és Somosi Olga voltak. 1968–1969 között nyomdászként dolgozott. 1969–1974 között a Képzőművészeti Főiskola festészet-sokszorosító grafika szakán tanult, ahol Sarkantyu Simon és Barcsay Jenő tanították. 1974 óta kiállító művész. 1985-ben Rómában volt ösztöndíjas.
Főleg nagy méretű egyedi rajzokat és színes rézkarcokat, illetve vegyes technikájú képeket készít. Több évig volt a Fiatal Művészek Stúdiója és a Képzőművészeti Szövetség vezetőségi tagja.

## Magánélete
1973-ban házasságot kötött Vertel Beatrix tervezőgrafikussal. Két gyermekük született; Borbála (1982) és Apor (1985).

## Kiállításai

### Egyéni
- 1977 Miskolc
- 1978–1979 Budapest
- 1981 Hamburg, Vác
- 1985 Róma
- 1990 New York, Nürnberg, Salzburg
- 1994 Pécs
- 1996 Szentendre
- 1997 Hódmezővásárhely
- 1998 Los Angeles

### Csoportos
- 1977-1995, 1998 Miskolc
- 1980-1984, 1988-1998 Salgótarján
- 1982 Nürnberg

## Művei
- Hommage a Bartók
- Hommage a Pilinszky
- Árgyélus mesék
- Szárnyak I. (1993)

## Díjai, kitüntetései
- Derkovits Gyula képzőművészeti ösztöndíj (1978)
- Kondor-plakett (1979)
- Derkovits-plakett (1981)
- az Országos grafikai biennálé nagydíja (1987)
- Supka Géza-emlékérem (2002)
- Munkácsy Mihály-díj (2006)
- Galyasi Miklós-díj (2011)[2]